# 930. pehotni polk (Wehrmacht)
Za druge 930. polke glejte 930. polk.
930. pehotni polk (izvirno nemško Infanterie-Regiment 930) je bil eden izmed pehotnih polkov v sestavi redne nemške kopenske vojske med drugo svetovno vojno.

## Zgodovina
Polk je bil ustanovljen 13. junija 1942 s preimenovanjem 930. deželnostrelskega polka; polk je bil dodeljen 416. pehotni diviziji.
Poleti 1943 je bil polk preimenovan v 930. grenadirski polk.